# Park Narodowy Aszkal
Park Narodowy Aszkal – tunezyjski park narodowy o pow. 12 600 hektarów, położony ok. 50 km na północny zachód od Tunisu. Obejmuje m.in. jezioro Aszkal. Wpisany na listę rezerwatów biosfery UNESCO (1977) i listę światowego dziedzictwa UNESCO (1980); objęty konwencją ramsarską (1980). Zamieszkuje w nim ok. 200 gatunków zwierząt i ponad 500 gatunków roślin.
Park, głównie za sprawą jeziora Aszkal (jedynego dużego zbiornika słodkowodnego w regionie, o pow. 89 km²) i mokradeł, stanowi ważny punkt na szlaku migracji setek tysięcy ptaków z zachodniej krainy palearktycznej, tj. kaczek, gęsi, bocianów czy flamingów, spędzających tam zimę. Z punktu widzenia ochrony, szczególnie istotne są siedliska: sterniczki zwyczajnej, podgorzałki zwyczajnej i marmurki.
PN Aszkal obejmuje trzy rodzaje habitatów: górski (Dżabal Azkal, głównie skały wapienne, ok. 14 km²), jezioro Aszkal, przyległe mokradła (ok. 30 km²). System wodny jeziora jest szczególny, z uwagi na mieszanie się wód słodkich i słonych (napływających rzeką z pobliskiego jeziora Bizera). Zimą napływa więcej słodkiej wody, zimą – słonej. Podlega więc szczególnej ochronie. Z uwagi na zagrożenie jego stabilności przez plany budowy trzech tam na rzece Tinja, w latach 1996–2006 park znajdował się na liście obiektów zagrożonych. System wodny nadal podlega presji środowiskowej z powodu rosnącego zużycia wody w Tunezji.
Gdy zasolenie wczesną wiosną spada do 5 g/L, w jeziorze zakwita rdestnica, stanowiąca pokarm wielu gatunków ptaków.
Okoliczne mokradła porasta obficie sitowie, z czego korzysta ok. 2000 sztuk wypasanego tam bydła.

## Budowa tam
W latach 80. i 90. rząd planował budowę na rzece Tinja wielu tam (m.in. Sejenane, Melah, Tine, Douimis), w celu pozyskania wody pitnej i irygacji północnej Tunezji. Zrodziło to obawy, że delikatny układ zasolenia w jeziorze Aszkal może zostać zaburzony poprzez znaczne ograniczenie napływu słodkiej wody. Zbudowane tamy wywołały w latach 1993–1995 spodziewany, katastroficzny skutek – zasolenie jeziora zaczęło się wahać między 35 a 70 g/L, zamiast typowych 5-40 g/L. Spowodowało to zanik rdestnicy i brak pokarmu dla ptactwa. Wysychać zaczęły również mokradła. Dodatkowo, krajobraz górskiej części parku zaczął zmieniać się przez działające do 1993 roku kamieniołomy. W 1996 UNESCO oznaczyło park jako obiekt zagrożony. Podjęte próby odwrócenia tych skutków przyniosły pożądane działania i 10 lat później park został z tej listy wykreślony.